# Grand Prix Malezji 2016
Grand Prix Malezji 2016 (oficjalnie 2016 Formula 1 Petronas Malaysia Grand Prix) – szesnasta eliminacja Mistrzostw Świata Formuły 1 w sezonie 2016. Grand Prix odbyło się w dniach 30 września–2 października 2016 roku na torze Sepang International Circuit w mieście Sepang.

## Lista startowa
Źródło: Wyprzedź Mnie!
| Nr | Kierowca          | Zespół                        | Samochód               | Silnik                         | Opony |
| -- | ----------------- | ----------------------------- | ---------------------- | ------------------------------ | ----- |
| 3  | Daniel Ricciardo  | Red Bull Racing               | Red Bull RB12          | TAG Heuer 1.6T V6              | P     |
| 5  | Sebastian Vettel  | Scuderia Ferrari              | Ferrari SF16-H         | Ferrari 059/5 1.6T V6          | P     |
| 6  | Nico Rosberg      | Mercedes AMG Petronas F1 Team | Mercedes F1 W07 Hybrid | Mercedes PU106C Hybrid 1.6T V6 | P     |
| 7  | Kimi Räikkönen    | Scuderia Ferrari              | Ferrari SF16-H         | Ferrari 059/5 1.6T V6          | P     |
| 8  | Romain Grosjean   | Haas F1 Team                  | Haas VF-16             | Ferrari 059/5 1.6T V6          | P     |
| 9  | Marcus Ericsson   | Sauber F1 Team                | Sauber C35             | Ferrari 059/5 1.6T V6          | P     |
| 11 | Sergio Pérez      | Sahara Force India F1 Team    | Force India VJM09      | Mercedes PU106C Hybrid 1.6T V6 | P     |
| 12 | Felipe Nasr       | Sauber F1 Team                | Sauber C35             | Ferrari 059/5 1.6T V6          | P     |
| 14 | Fernando Alonso   | McLaren Honda                 | McLaren MP4-31         | Honda RA616H 1.6T V6           | P     |
| 19 | Felipe Massa      | Williams Martini Racing       | Williams FW38          | Mercedes PU106C Hybrid 1.6T V6 | P     |
| 20 | Kevin Magnussen   | Renault Sport Formula 1 Team  | Renault R.S.16         | Renault RE16 1.6T V6           | P     |
| 21 | Esteban Gutiérrez | Haas F1 Team                  | Haas VF-16             | Ferrari 059/5 1.6T V6          | P     |
| 22 | Jenson Button     | McLaren Honda                 | McLaren MP4-31         | Honda RA616H 1.6T V6           | P     |
| 26 | Daniił Kwiat      | Scuderia Toro Rosso           | Toro Rosso STR11       | Ferrari 059/4 1.6T V6          | P     |
| 27 | Nico Hülkenberg   | Sahara Force India F1 Team    | Force India VJM09      | Mercedes PU106C Hybrid 1.6T V6 | P     |
| 30 | Jolyon Palmer     | Renault Sport Formula 1 Team  | Renault R.S.16         | Renault RE2016 1.6T V6         | P     |
| 31 | Esteban Ocon      | Manor Racing MRT              | Manor MRT05            | Mercedes PU106C Hybrid 1.6T V6 | P     |
| 33 | Max Verstappen    | Red Bull Racing               | Red Bull RB12          | TAG Heuer 1.6T V6              | P     |
| 44 | Lewis Hamilton    | Mercedes AMG Petronas F1 Team | Mercedes F1 W07 Hybrid | Mercedes PU106C Hybrid 1.6T V6 | P     |
| 55 | Carlos Sainz Jr.  | Scuderia Toro Rosso           | Toro Rosso STR11       | Ferrari 059/4 1.6T V6          | P     |
| 77 | Valtteri Bottas   | Williams Martini Racing       | Williams FW37          | Mercedes PU106C Hybrid 1.6T V6 | P     |
| 94 | Pascal Wehrlein   | Manor Racing MRT              | Manor MRT05            | Mercedes PU106C Hybrid 1.6T V6 | P     |
| Nr | Kierowca          | Zespół                        | Samochód               | Silnik                         | Opony |

## Wyniki

### Sesje treningowe

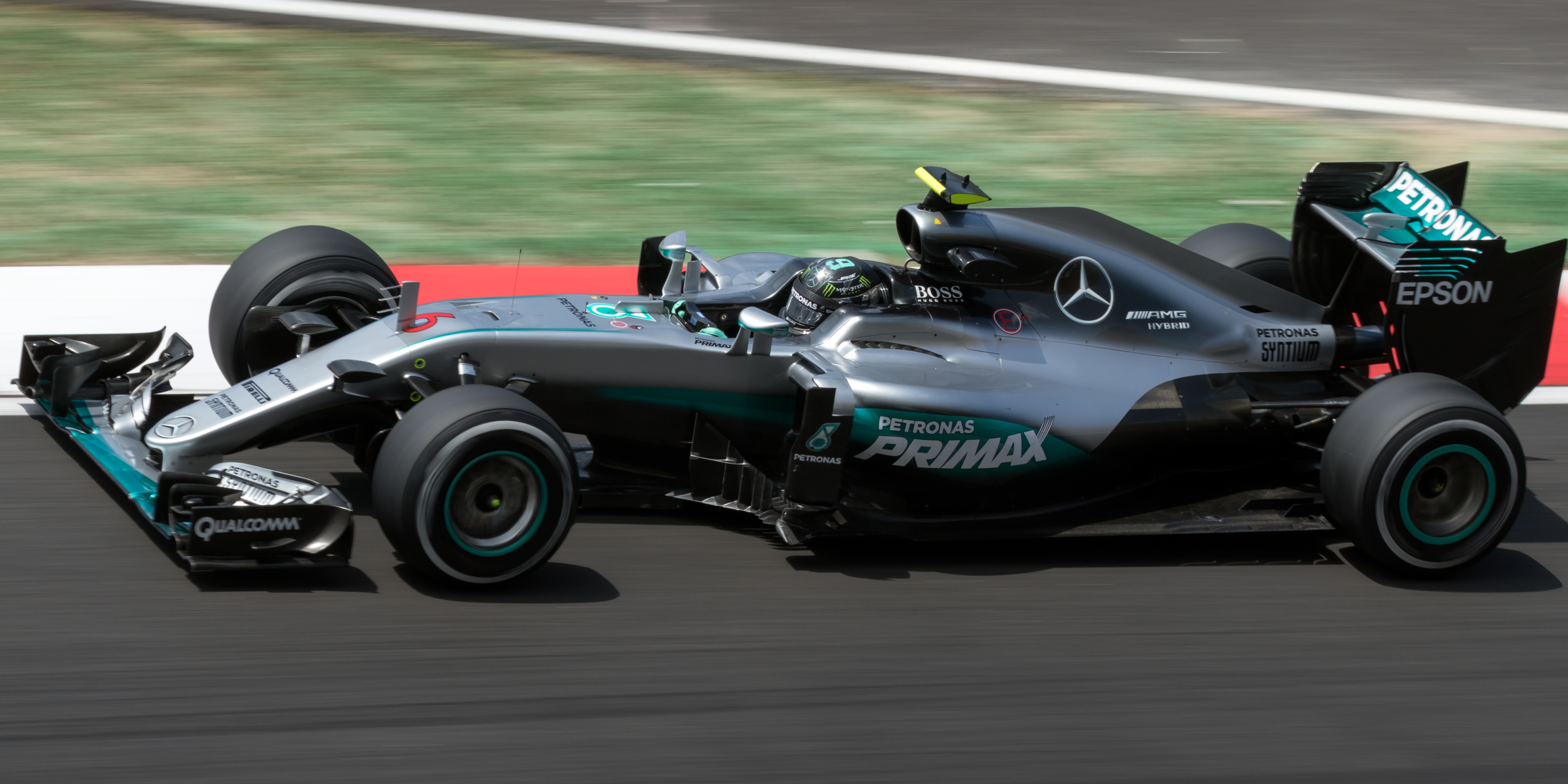
Nico Rosberg podczas pierwszej sesji treningowej

Źródło: Wyprzedź Mnie!
| Sesja | Nr | Kierowca       | Konstruktor | Czas     | Okr. |
| ----- | -- | -------------- | ----------- | -------- | ---- |
| 1     | 6  | Nico Rosberg   | Mercedes    | 1:35,227 | 25   |
| 2     | 44 | Lewis Hamilton | Mercedes    | 1:34,944 | 35   |
| 3     | 44 | Lewis Hamilton | Mercedes    | 1:34,434 | 16   |

### Kwalifikacje

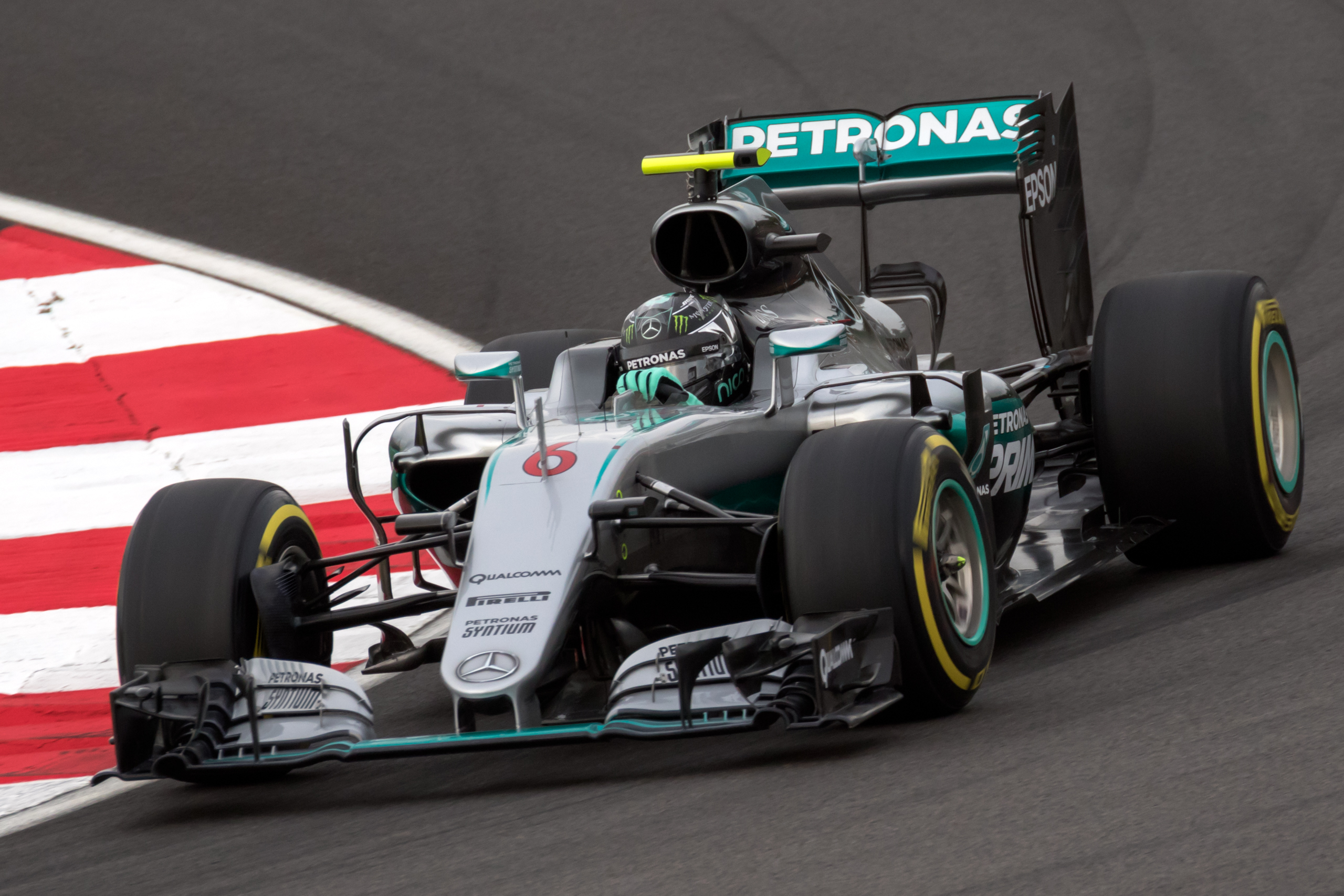
Nico Rosberg podczas trzeciej części sesji kwalifikacyjnej

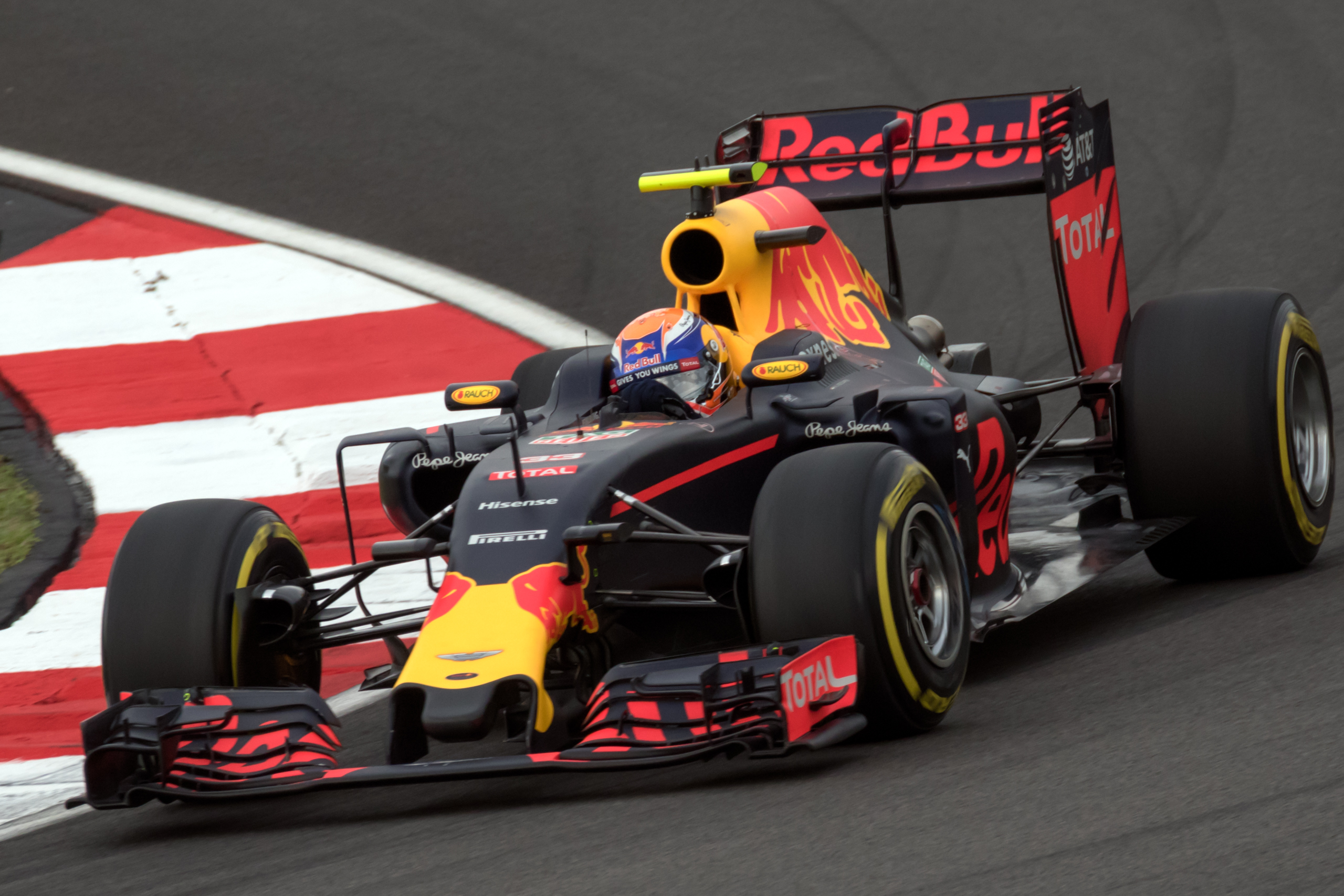
Max Verstappen podczas trzeciej części sesji kwalifikacyjnej

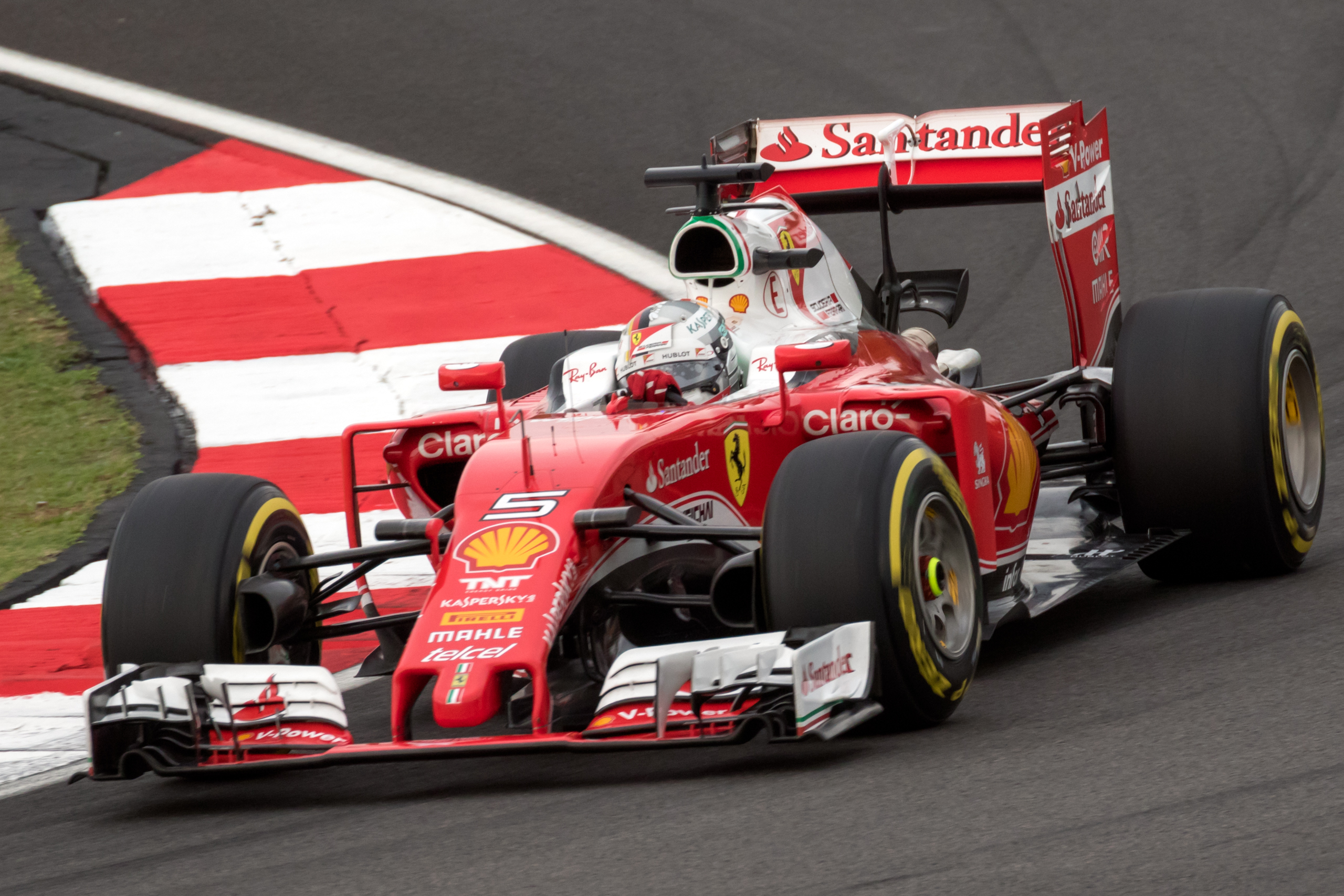
Sebastian Vettel podczas trzeciej części sesji kwalifikacyjnej

Źródło: Wyprzedź Mnie!
| Poz. | Nr | Kierowca          | Konstruktor          | Q1       | Q2       | Q3       | Poz. s. |
| --- | --- | ----------------- | -------------------- | -------- | -------- | -------- | ------- |
| 1 | 44 | Lewis Hamilton    | Mercedes             | 1:34,444 | 1:33,046 | 1:32,850 | 1       |
| 2 | 6 | Nico Rosberg      | Mercedes             | 1:34,460 | 1:33,609 | 1:33,264 | 2       |
| 3 | 33 | Max Verstappen    | Red Bull–TAG Heuer   | 1:35,443 | 1:33,775 | 1:33,420 | 3       |
| 4 | 3 | Daniel Ricciardo  | Red Bull–TAG Heuer   | 1:35,079 | 1:33,888 | 1:33,467 | 4       |
| 5 | 5 | Sebastian Vettel  | Ferrari              | 1:34,557 | 1:33,972 | 1:33,584 | 5       |
| 6 | 7 | Kimi Räikkönen    | Ferrari              | 1:34,556 | 1:33,903 | 1:33,632 | 6       |
| 7 | 11 | Sergio Pérez      | Force India–Mercedes | 1:35,068 | 1:34,538 | 1:34,319 | 7       |
| 8 | 27 | Nico Hülkenberg   | Force India–Mercedes | 1:34,827 | 1:34,441 | 1:34,489 | 8       |
| 9 | 22 | Jenson Button     | McLaren–Honda        | 1:35,267 | 1:34,431 | 1:34,518 | 9       |
| 10 | 19 | Felipe Massa      | Williams–Mercedes    | 1:35,267 | 1:34,422 | 1:34,671 | 10      |
| 11 | 77 | Valtteri Bottas   | Williams–Mercedes    | 1:35,166 | 1:34,577 | –        | 11      |
| 12 | 8 | Romain Grosjean   | Haas–Ferrari         | 1:35,400 | 1:35,001 | –        | 12      |
| 13 | 21 | Esteban Gutiérrez | Haas–Ferrari         | 1:35,658 | 1:35,097 | –        | 13      |
| 14 | 20 | Kevin Magnussen   | Renault              | 1:35,593 | 1:35,277 | –        | 14      |
| 15 | 26 | Daniił Kwiat      | Toro Rosso–Ferrari   | 1:35,695 | 1:35,369 | –        | 15      |
| 16 | 55 | Carlos Sainz Jr.  | Toro Rosso–Ferrari   | 1:35,605 | 1:35,374 | –        | 16      |
| 17 | 9 | Marcus Ericsson   | Sauber–Ferrari       | 1:35,816 | –        | –        | 17      |
| 18 | 12 | Felipe Nasr       | Sauber–Ferrari       | 1:35,949 | –        | –        | 18      |
| 19 | 30 | Jolyon Palmer     | Renault              | 1:35,999 | –        | –        | 19      |
| 20 | 31 | Esteban Ocon      | MRT–Mercedes         | 1:36,451 | –        | –        | 20      |
| 21 | 94 | Pascal Wehrlein   | MRT–Mercedes         | 1:36,587 | –        | –        | 21      |
| 22 | 14 | Fernando Alonso   | McLaren–Honda        | 1:37,155 | –        | –        | 22      |
| Poz. | Nr | Kierowca          | Konstruktor          | Q1       | Q2       | Q3       | Poz. s. |
| \| Legenda \| Legenda \| \| ------------------------ \| ---------------------------------------------------------------------------------------------------------------------------------------------------------------------------------------------------------------------------------------------------------------- \| \| Poz. Nr Q1 Q2 Q3 Poz. s. \| Pozycja zajęta w sesji kwalifikacyjnej Numer startowy kierowcy Wynik uzyskany w pierwszej części kwalifikacji Wynik uzyskany w drugiej części kwalifikacji Wynik uzyskany w trzeciej części kwalifikacji Pozycja startowa po uwzględnięniu kar, przesunięć, itp. \| | |                   |                      |          |          |          |         |
| Legenda | |                   |                      |          |          |          |         |
| Poz. Nr Q1 Q2 Q3 Poz. s. | Pozycja zajęta w sesji kwalifikacyjnej Numer startowy kierowcy Wynik uzyskany w pierwszej części kwalifikacji Wynik uzyskany w drugiej części kwalifikacji Wynik uzyskany w trzeciej części kwalifikacji Pozycja startowa po uwzględnięniu kar, przesunięć, itp. |                   |                      |          |          |          |         |

### Wyścig

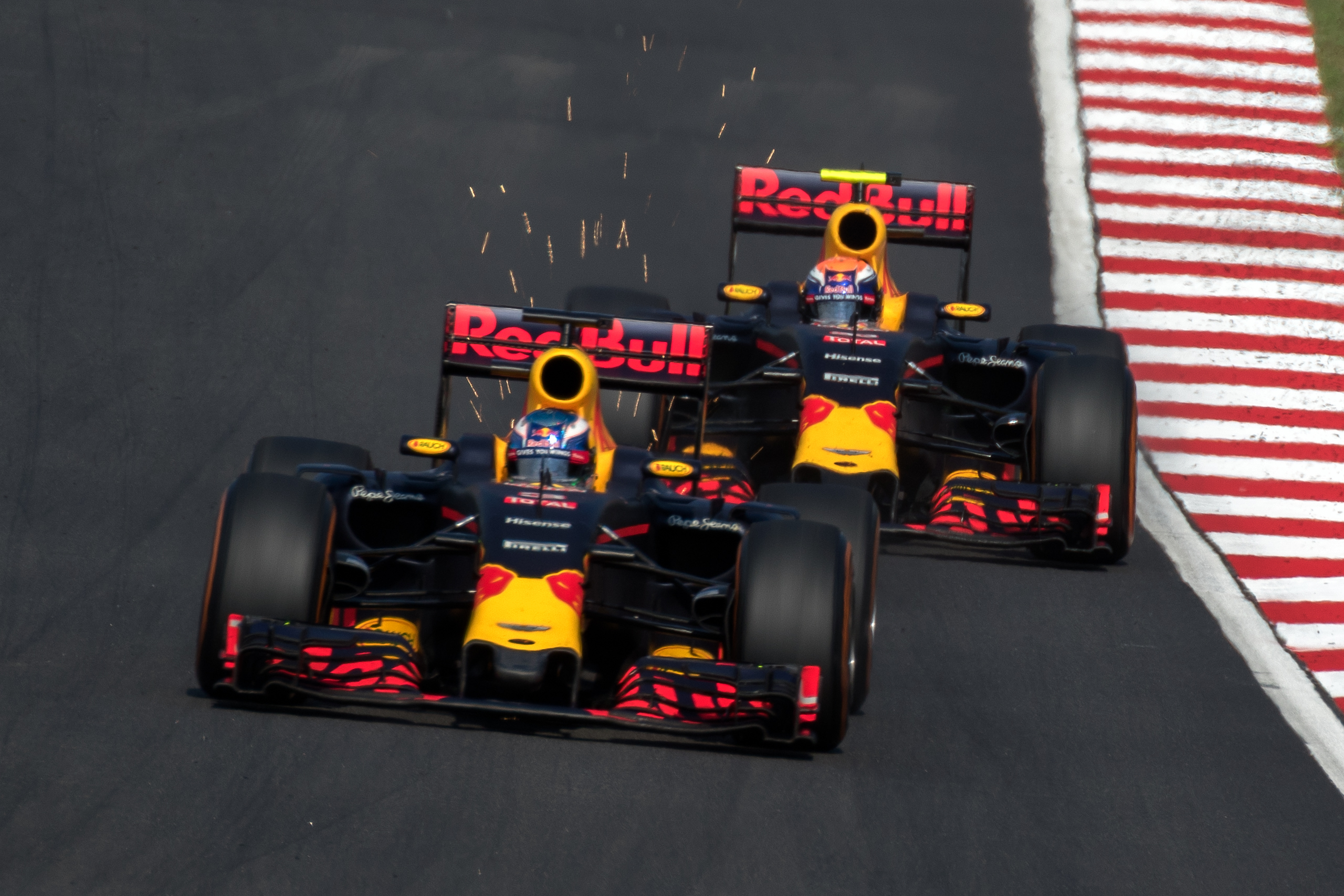
Daniel Ricciardo i Max Verstappen podczas wyścigu

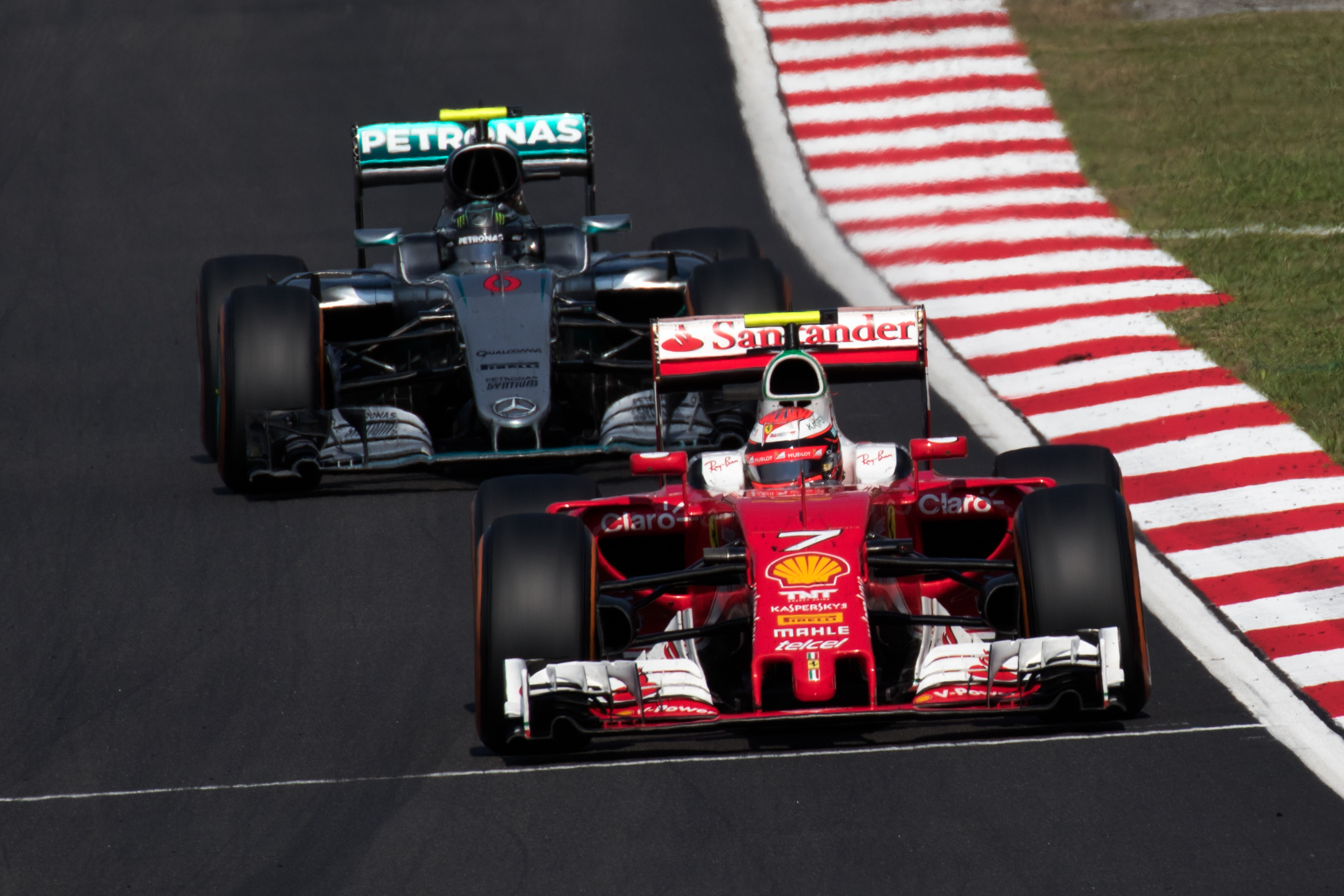
Kimi Räikkönen i Nico Rosberg podczas wyścigu

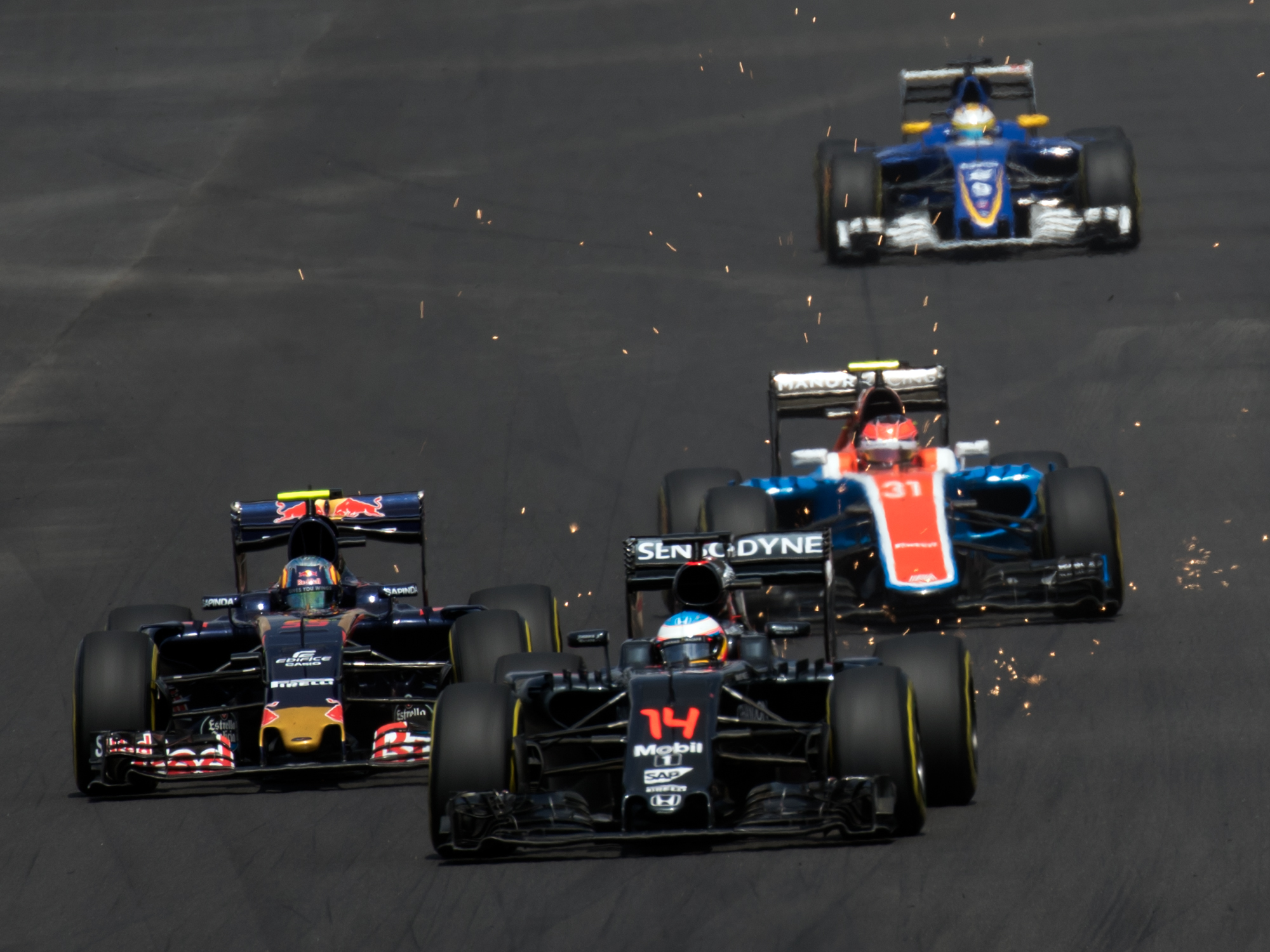
Fernando Alonso, Carlos Sainz Jr., Esteban Ocon i Marcus Ericsson podczas wyścigu

Źródło: Wyprzedź Mnie!
| P                 | + / –     | Nr | Kierowca          | Konstruktor          | Okr. | Czas / Strata | Komentarz            |
| ----------------- | --------- | -- | ----------------- | -------------------- | ---- | ------------- | -------------------- |
| 1                 | 3         | 3  | Daniel Ricciardo  | Red Bull–TAG Heuer   | 56   | 1:37:12,776   |                      |
| 2                 | 1         | 33 | Max Verstappen    | Red Bull–TAG Heuer   | 56   | +0:02,443     |                      |
| 3                 | 1         | 6  | Nico Rosberg      | Mercedes             | 56   | +0:25,516     | [ b ]                |
| 4                 | 2         | 7  | Kimi Räikkönen    | Ferrari              | 56   | +0:28,785     |                      |
| 5                 | 6         | 77 | Valtteri Bottas   | Williams–Mercedes    | 56   | +1:01,582     |                      |
| 6                 | 1         | 11 | Sergio Pérez      | Force India–Mercedes | 56   | +1:03,794     |                      |
| 7                 | 15        | 14 | Fernando Alonso   | McLaren–Honda        | 56   | +1:05,205     |                      |
| 8                 | Bez zmian | 27 | Nico Hülkenberg   | Force India–Mercedes | 56   | +1:14,062     |                      |
| 9                 | Bez zmian | 22 | Jenson Button     | McLaren–Honda        | 56   | +1:21,816     |                      |
| 10                | 9         | 30 | Jolyon Palmer     | Renault              | 56   | +1:35,466     |                      |
| 11                | 5         | 55 | Carlos Sainz Jr.  | Toro Rosso–Ferrari   | 56   | +1:38,878     |                      |
| 12                | 5         | 9  | Marcus Ericsson   | Sauber–Ferrari       | 55   | +1 okr.       |                      |
| 13                | 3         | 19 | Felipe Massa      | Williams–Mercedes    | 55   | +1 okr.       |                      |
| 14                | 1         | 26 | Daniił Kwiat      | Toro Rosso–Ferrari   | 55   | +1 okr.       |                      |
| 15                | 6         | 94 | Pascal Wehrlein   | MRT–Mercedes         | 55   | +1 okr.       |                      |
| 16                | 4         | 31 | Esteban Ocon      | MRT–Mercedes         | 55   | +1 okr.       | [ c ]                |
| Niesklasyfikowani |           |    |                   |                      |      |               |                      |
|                   |           | 12 | Felipe Nasr       | Sauber–Ferrari       | 46   | +10 okr.      | hamulce              |
|                   |           | 44 | Lewis Hamilton    | Mercedes             | 40   | +16 okr.      | silnik               |
|                   |           | 21 | Esteban Gutiérrez | Haas–Ferrari         | 39   | +17 okr.      | koło                 |
|                   |           | 20 | Kevin Magnussen   | Renault              | 17   | +39 okr.      | hamulce              |
|                   |           | 8  | Romain Grosjean   | Haas–Ferrari         | 7    | +49 okr.      | hamulce              |
|                   |           | 5  | Sebastian Vettel  | Ferrari              | 0    | +56 okr.      | kolizja z Rosbergiem |
| P                 | + / –     | Nr | Kierowca          | Konstruktor          | Okr. | Czas / Strata | Komentarz            |

### Najszybsze okrążenie
Źródło: Wyprzedź Mnie!
| Nr | Kierowca     | Konstruktor | Czas     | Okr. |
| -- | ------------ | ----------- | -------- | ---- |
| 6  | Nico Rosberg | Mercedes    | 1:36,424 | 44   |

## Prowadzenie w wyścigu
Źródło: Racing–Reference.info
| Nr                              | Kierowca         | Okrążenia    | Suma |
| ------------------------------- | ---------------- | ------------ | ---- |
| 44                              | Lewis Hamilton   | 1-20, 27-40  | 33   |
| 3                               | Daniel Ricciardo | 20-21, 40-56 | 17   |
| 33                              | Max Verstappen   | 21-27        | 6    |
| \| Wykres \| \| ------ \| \| \| |                  |              |      |
| Wykres                          |                  |              |      |
|                                 |                  |              |      |

## Klasyfikacja po zakończeniu wyścigu

### Kierowcy
| P  | +/− | Kierowca          | Starty | Punkty | P1 | P2 | P3 | PP | NO | NS |
| -- | --- | ----------------- | ------ | ------ | -- | -- | -- | -- | -- | -- |
| 1  | 0   | Nico Rosberg      | 16     | 288    | 8  | 1  | 2  | 7  | 6  | 1  |
| 2  | 0   | Lewis Hamilton    | 16     | 265    | 6  | 3  | 3  | 8  | 3  | 2  |
| 3  | 0   | Daniel Ricciardo  | 16     | 204    | 1  | 4  | 1  | 1  | 3  | –  |
| 4  | +1  | Kimi Räikkönen    | 16     | 160    | –  | 2  | 2  | –  | 1  | 2  |
| 5  | −1  | Sebastian Vettel  | 15     | 153    | –  | 3  | 3  | –  | –  | 3  |
| 6  | 0   | Max Verstappen    | 16     | 147    | 1  | 3  | 1  | –  | –  | 2  |
| 7  | 0   | Valtteri Bottas   | 16     | 80     | –  | –  | 1  | –  | –  | 1  |
| 8  | 0   | Sergio Pérez      | 16     | 74     | –  | –  | 2  | –  | –  | –  |
| 9  | 0   | Nico Hülkenberg   | 16     | 50     | –  | –  | –  | –  | 1  | 3  |
| 10 | +1  | Fernando Alonso   | 15     | 42     | –  | –  | –  | –  | 1  | 3  |
| 11 | −1  | Felipe Massa      | 16     | 41     | –  | –  | –  | –  | –  | 2  |
| 12 | 0   | Carlos Sainz Jr.  | 16     | 30     | –  | –  | –  | –  | –  | 3  |
| 13 | 0   | Romain Grosjean   | 15     | 28     | –  | –  | –  | –  | –  | 3  |
| 14 | 0   | Daniił Kwiat      | 15     | 25     | –  | –  | 1  | –  | 1  | 4  |
| 15 | 0   | Jenson Button     | 16     | 19     | –  | –  | –  | –  | –  | 5  |
| 16 | 0   | Kevin Magnussen   | 16     | 7      | –  | –  | –  | –  | –  | 3  |
| 17 | +3  | Jolyon Palmer     | 15     | 1      | –  | –  | –  | –  | –  | 4  |
| 18 | −1  | Pascal Wehrlein   | 16     | 1      | –  | –  | –  | –  | –  | 4  |
| 19 | −1  | Stoffel Vandoorne | 1      | 1      | –  | –  | –  | –  | –  | –  |
| 20 | −1  | Esteban Gutiérrez | 16     | 0      | –  | –  | –  | –  | –  | 3  |
| 21 | 0   | Marcus Ericsson   | 16     | 0      | –  | –  | –  | –  | –  | 4  |
| 22 | 0   | Felipe Nasr       | 16     | 0      | –  | –  | –  | –  | –  | 4  |
| 23 | 0   | Rio Haryanto      | 12     | 0      | –  | –  | –  | –  | –  | 3  |
| 24 | 0   | Esteban Ocon      | 4      | 0      | –  | –  | –  | –  | –  | –  |
| P  | +/− | Kierowca          | Starty | Punkty | P1 | P2 | P3 | PP | NO | NS |

### Konstruktorzy
| P  | +/− | Konstruktor               | Starty | Punkty | P1 | P2 | P3 | PP | NO | NS |
| -- | --- | ------------------------- | ------ | ------ | -- | -- | -- | -- | -- | -- |
| 1  | 0   | Mercedes                  | 32     | 553    | 14 | 4  | 5  | 15 | 9  | 3  |
| 2  | 0   | Red Bull Racing TAG Heuer | 31     | 359    | 2  | 7  | 3  | 1  | 3  | 1  |
| 3  | 0   | Ferrari                   | 31     | 313    | –  | 5  | 5  | –  | 1  | 5  |
| 4  | 0   | Force India Mercedes      | 32     | 124    | –  | –  | 2  | –  | 1  | 3  |
| 5  | 0   | Williams Mercedes         | 32     | 121    | –  | –  | 1  | –  | –  | 3  |
| 6  | 0   | McLaren Honda             | 32     | 62     | –  | –  | –  | –  | 1  | 8  |
| 7  | 0   | Toro Rosso Ferrari        | 32     | 47     | –  | –  | –  | –  | 1  | 8  |
| 8  | 0   | Haas Ferrari              | 31     | 28     | –  | –  | –  | –  | –  | 6  |
| 9  | 0   | Renault                   | 31     | 8      | –  | –  | –  | –  | –  | 7  |
| 10 | 0   | MRT Mercedes              | 32     | 1      | –  | –  | –  | –  | –  | 7  |
| 11 | 0   | Sauber Ferrari            | 32     | 0      | –  | –  | –  | –  | –  | 8  |
| P  | +/− | Kierowca                  | Starty | Punkty | P1 | P2 | P3 | PP | NO | NS |